# Цегельський Маркіян (Атиноген) Миколайович
Маркіян (Атиноген) Цегельський (29 липня 1925, Тернопіль) — український вчений-енергетик, педагог, працював у Польщі. Доктор технічних наук (1961), ґабілітований доктор (1969), надзвичайний професор (1982). Доктор «Гоноріс кауза» Приазовського технічного університету (Маріуполь, 1997).

## Життєпис
Дід — о. Теодор Цегельський (1861–1939) — греко-католицький священик, церковний і громадський діяч у Галичині. Батько — о. Микола Цегельський (1896–1951) — греко-католицький священик, блаженний священномученик Католицької церкви, український церковний і громадський діяч у Галичині. Мати — Йосифа Ратич.
Навчався в Тернопільській українській державній гімназії (1939–1943), Львівській духовній семінарії (1943–1944), Вроцлавській політехніці (1947–1952).
З 1975 року — продекан, декан, з 1991 — професор електричного факультету Вроцлавської політехніки. Професор Інституту автоматики енергетичних систем, керівник Наукового інституту енергетичних систем Польської АН. Керівник секцій та комітетів ПАН.
Автор 140 праць, зокрема, фундаментальної «Мережі та електроенергетичні системи» (1979).